# Golubovci
Golubovci är en ort i kommune Zeta i Montenegro. Den är belägen cirka 15 kilometer söder om Podgorica, i den fruktsamma Zetadalen. Folkmängden uppgick till 3 122 invånare vid folkräkningen 2011.
Ibland kallas Podgoricas flygplats för Golubovci flygplats eftersom Golubovci ligger omkring 5 kilometer från Golubovci.
Staden har ett fotbollslag, FK Zeta, som är ett av de mest framgångsrika fotbollslagen i Montenegro under de senaste åren.

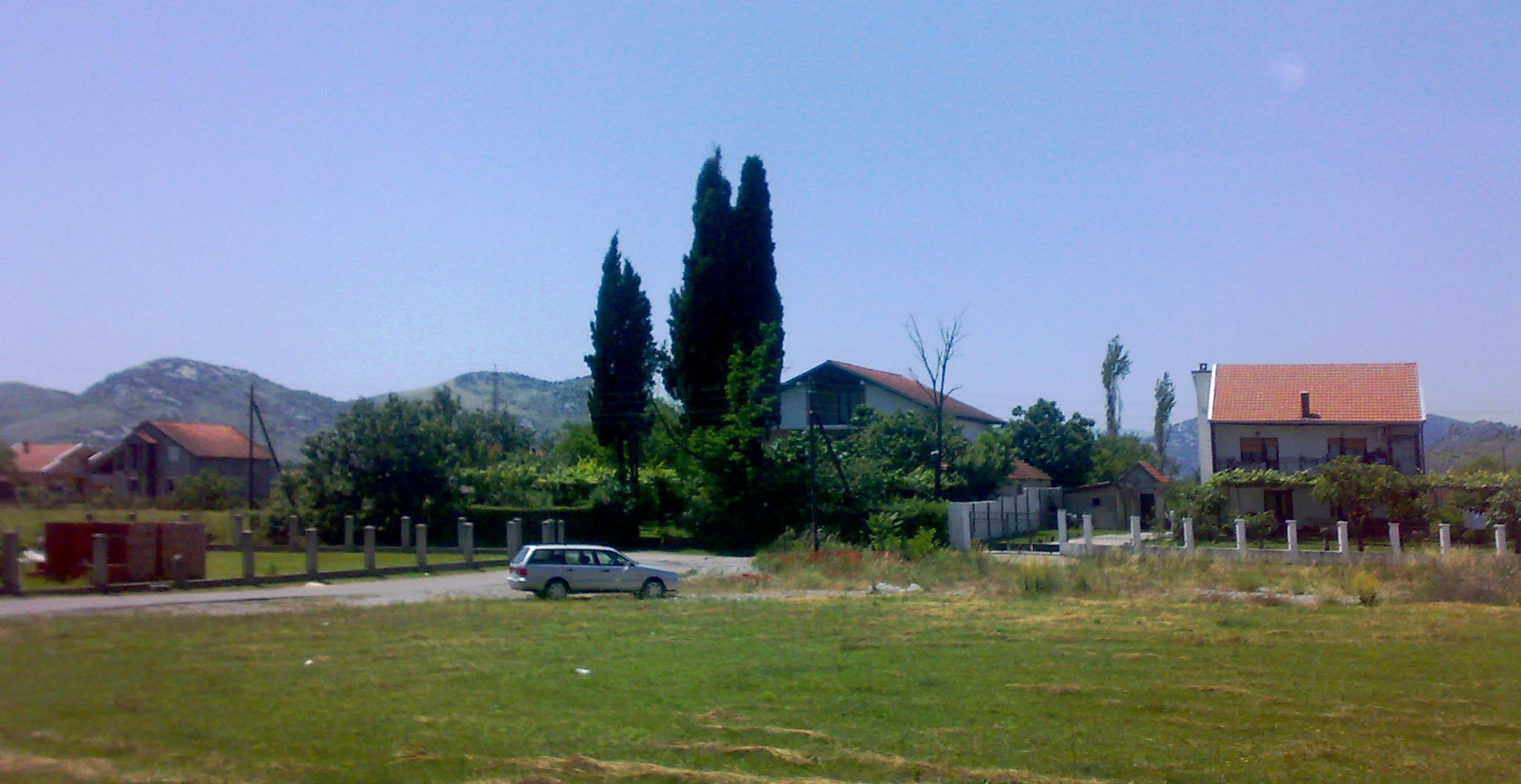
Golubovci